# Jackie Fox
Jackie Fuchs (född Jacqueline L. Fuchs, 20 december 1959) är en jurist inom underhållningsbranschen och tidigare basist i det amerikanska rockbandet The Runaways. Hon är syster till Carol Fuchs och svägerska till en av grundarna till TV/filmproduktionsbolaget Castle Rock Entertainment, Martin Shafer.

## Biografi
Det var meningen att hon skulle börja studera vid UCLA hösten 1975, men i stället rymde hon och försökte bli gitarrist i den nystartade gruppen Runaways, men fick jobbet som basist i stället. Jackie Fox spelade med gruppen på deras två första album, The Runaways och Queens of Noise.
När Jackie, ännu inte 18 år gammal, lämnade Runaways (hon efterträddes av Vickie Blue) mitt under den framgångsrika japan-turnén sommaren 1977, återtog hon sitt efternamn Fuchs. Hon arbetade som promotor för en rad band i Los Angeles-området under en tid. Hon tog examen från UCLA summa cum laude, med ett BA i lingvistik och italienska, och tog senare en J.D. från Harvard (där hon var klasskamrat med den blivande amerikanske presidenten Barack Obama) och satsade på att bli advokat inom underhållningsbranschen
Jackie Fuchs har haft en mängd olika arbeten, främst som artisternas juridiska ombud i samband med marknadsföring av musikalbum, som juridiskt ombud för modeller, som främjare av Tony Robbins seminarier, och under senare år inom film och TV, även där som jurist. Hon representerar skådespelare, författare, regissörer, och producenter. Hon talar italienska och franska, samt behärskar grekiska och spanska på konversationsnivå. Hon har skrivit ett manus som heter "Delilah's Scissors" med Victory Tischler-Blue (som också spelat i Runaways som basist) och medverkat i Tischler-Blues dokumentär Edgeplay: A Film About The Runaways (2004). Fuchs har också skrivit för Huffington Post blogg, även om hon inte har gjort några inlägg på webbplatsen sedan maj 2009.
Hon är dessutom amatörfotograf och har fotograferat många kända skådespelare.